# Rudolph-Brandes-Obelisk

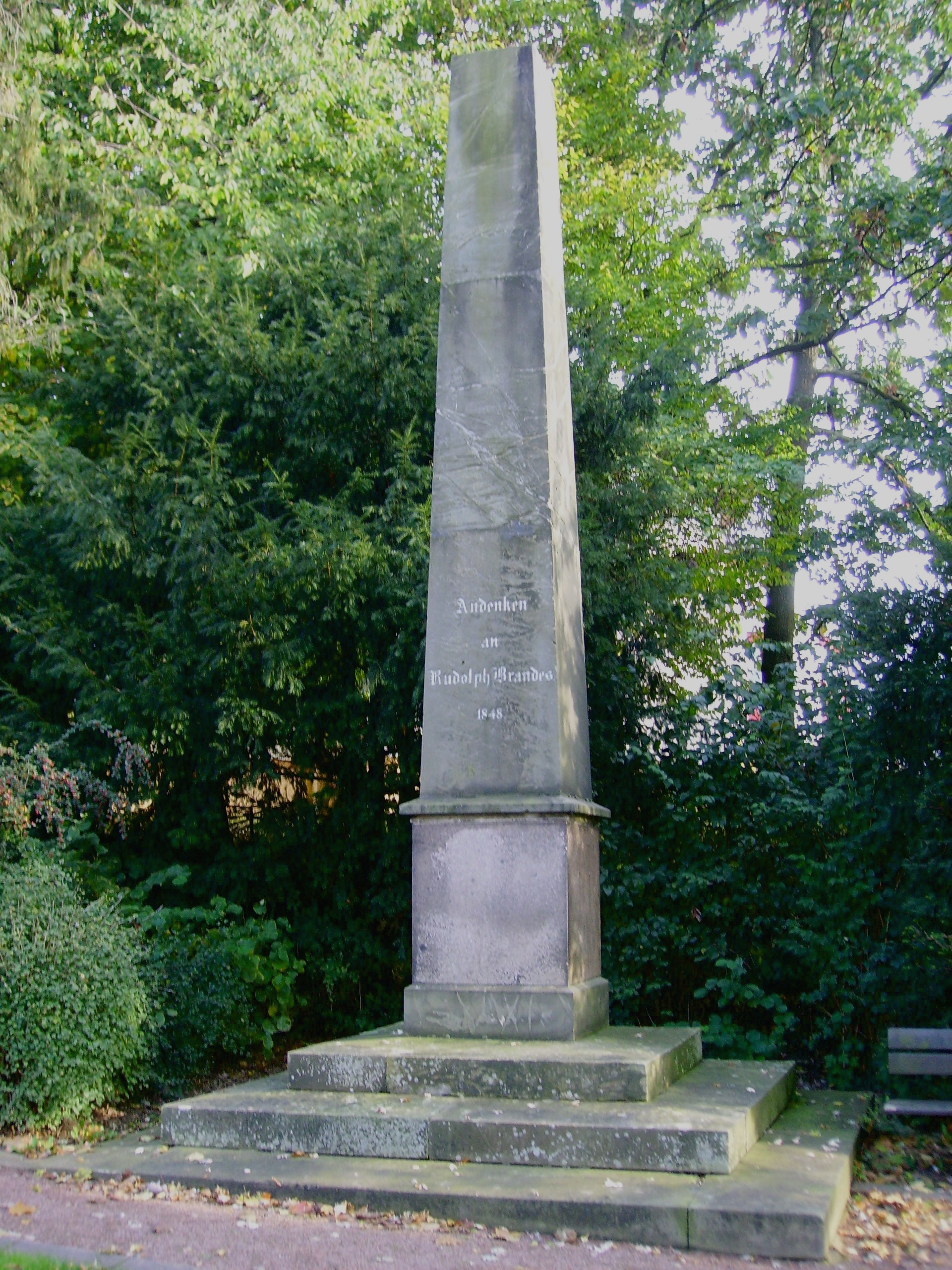
Rudolph-Brandes-Obelisk

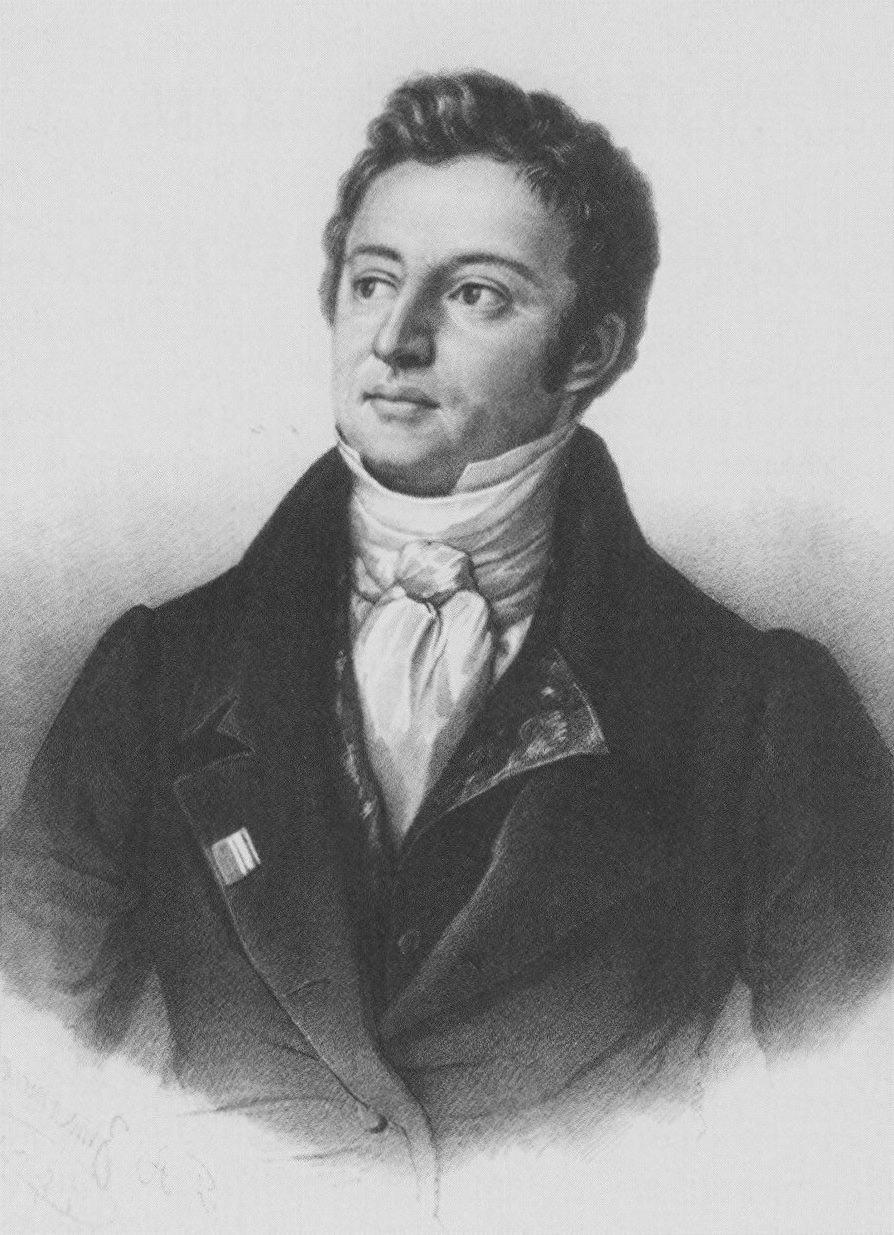
Rudolph Brandes; Porträt von F. A. Zummermann (1838)

Der Rudolph-Brandes-Obelisk ist ein Denkmal für den Apotheker und Naturwissenschaftler Rudolph Brandes in Bad Salzuflen. Der Obelisk ist mit der Nummer 172 als Baudenkmal in die Denkmalliste der Stadt Bad Salzuflen eingetragen.

## Entstehung und Geschichte
Am 3. Dezember 1842 verstarb Rudolph Brandes im Alter von nur 47 Jahren. Im Jahr darauf fand die Generalversammlung des von ihm mitbegründeten „Apotheker-Vereins im nördlichen Teutschland“, dem er über zwanzig Jahre alt „Oberdirektor“ (Vorsitzender) vorgestanden hatte, am 1. August in Blankenburg statt. Zu Ehren des Verstorbenen nannte sich die Zusammenkunft nicht nur die „Brandes’sche Versammlung“, sondern beschloss zudem, den Bau eines Denkmals zu unterstützen. Und so hieß es in einem kurz darauf veröffentlichten „Aufruf an die verehrten Mitglieder und Ehrenmitglieder des Vereins“: „Ein Denkmal an Brandes Gruft wollen seine Freunde und Verehrer in Salzuffeln, sowie im Lippischen Lande und der dortigen Umgegend ihm errichten. Dass der Verein sich dabei betheilige, ist der Wunsch der zur Ausführung dieses Denkmals zusammen getretenen Freunde, und so mag auch diesem edlen Werke unsere Beihülfe mit zu Theil werden.“
In der Folgezeit bildete sich ein Komitee zur Errichtung eines solchen Denkmals, das aus den Brandes-Freunden Heinrich Hasse, dem Begründer des Salzufler Bades Carl Piderit aus Detmold und Georg Overbeck aus Lemgo bestand. Der Spendenaufruf war recht erfolgreich, denn in den nächsten Jahren gingen aus ganz Deutschland beträchtliche Summen beim Komitee ein, so dass am Ende sogar mehr als notwendig zusammenkam.
Gleichzeitig machte man sich Gedanken über die Gestaltung des Denkmals. So regte der Bildhauer Ernst von Bandel, der Schöpfer des Hermannsdenkmals, eine in Erz gegossene Büste auf einem Sockel an. Das vorgeschlagene Modell gefiel jedoch Brandes’ Freunden nicht und wäre auch in der Ausführung zu teuer gekommen. Schließlich einigte man sich auf einen schlichten Obelisken, der im Verlauf des Jahres 1848 fertiggestellt und an der Allee nach Schötmar auf einer kleinen Anhöhe aufgerichtet wurde, und zwar nahe dem erst wenige Jahre zuvor angelegten Friedhof, auf dem sich auch Rudolph Brandes’ letzte Ruhestätte befand – und noch heute befindet. 
Der Obelisk war von dem Salzufler Salinenrendanten Ludwig Gödecke und einem Detmolder Steinmetz geplant worden, nachdem das Komitee eine entsprechende Genehmigung zur Aufstellung eingeholt hatte. Eine zeitgenössische Quelle beschrieb das Bauwerk wie folgt: „Das Denkmal, eine auf einem Granit-Würfel ruhende Pyramide von Sandstein, ist vom Fußboden, also mit den drei Treppenstufen, welche zu jenem führen, bis zur Spitze 23 Fuß 7 Zoll hoch, der Würfel 3 F. 1 Z. breit, der darauf ruhende unterste Sandstein unten 2 F. 10 Z., der oberste 1 F. 10 Z. Der Granit-Würfel, ein uralter Fündling vom Fuße des Teutoburger Waldes, von dem anderthalb Fuder abgesprengt und abgemeißelt in Detmold zurückgeblieben, ist, wie die gelben Sandsteine schön bearbeitet. In seine Vorderseite ist eine eiserne Platte mit den beiden Worten Rudolph Brandes eingesenkt, die Buchstaben gotisch, erhaben und vergoldet.“
Im Herbst des Jahres 1848 konnte dann das Komitee zur Enthüllung des Denkmals mit anschließendem Festessen einladen. Im „Fürstlich Lippischen Regierungs- und Anzeige-Blatt“ vom 7. Oktober hieß es dazu: „Das Denkmal, welches dem Stifter des Apothekervereines, Rudolph Brandes, zu Salzuflen im Fürstenthum Lippe errichtet wird, ist seiner Vollendung nahe, und soll Mittwoch den 18ten October d.J. Morgens 11 Uhr feierlich eingeweiht werden. Das unterzeichnete Comité beehrt sich daher, alle Freunde und Verehrer Rud. Brandes hiervon zu benachrichtigen, und sie einzuladen, an der Feierlichkeit Theil zu nehmen. Insbesondere werden seine Fachgenossen aus der Nähe und Ferne, welche dem unvergeßlichen Freunde und Collegen noch einen Tag der Erinnerung weihen möchten, zu diesem Feste eingeladen und freundlichst ersucht, dem mitunterzeichneten Med.-Assessor Overbeck zu Lemgo ihre Ankunft schriftlich anzuzeigen, um ihnen Plätze bei der Feier und bei dem Festessen zu sichern.“
Der Festtag selbst begann bei trübem Wetter an der Brandes’schen Apotheke gegenüber dem Rathaus. Von dort aus begab sich der Festzug, bestehend aus Bürgerwehr, „Liedertafeln“ aus Salzuflen, Schötmar und Lemgo, Freunden, Verwandten und nicht zuletzt Mitgliedern des Komitees zum Denkmal an der Allee. Dort bildeten drei Reden, unterbrochen von Liedvorträgen, den Kern der Feierlichkeiten. Als Erster sprach Heinrich Hasse, der einen umfassenden Lebensabriss des zu ehrenden engen Freundes gab, den er unter dessen Lebensmotto „hora ruit“ („die Zeit enteilt“, und deshalb muss sie so effektiv wie möglich genutzt werden) stellte. Dann beschrieb Georg Overbeck den Naturwissenschaftler, Chemiker und Pharmazeuten Rudolph Brandes und würdigte ihn als Stifter des Apothekervereins. Das Schlusswort war Carl Piderit vorbehalten, der das Denkmal offiziell der Stadt „Uflen“, die durch Bürgermeister Friedrich Capellen repräsentiert wurde, zum Schutz vor „Unbill und Zerstörung“ übergab. Danach fand im Saal des Rathauses ein Festessen statt, bei dem mehrere Toaste ausgebracht wurden. Von vornherein verboten waren allerdings wegen der auch in Lippe vonstattengegangenen revolutionären Ereignisse Trinksprüche mit politischem Inhalt.
Die am Denkmal vorbeiführende Straße, zunächst nur Allee genannt, wurde 1926 in Rudolf(!)-Brandes-Allee umbenannt. Erst im Juni 1992 wurden die entsprechenden Straßenschilder korrigiert und sind seither mit Rudolph-Brandes-Allee beschriftet.
Vermutlich schon vor 1930 ist die oben erwähnte „eiserne Platte“ mit Brandes’ Namenszug abmontiert worden. Stattdessen ist über dem „Würfel“ die vierzeilige Inschrift „Andenken / an / Rudolph Brandes / 1848“ angebracht worden. Die hinzugefügte Jahreszahl bezieht sich lediglich auf das Jahr der Errichtung des Denkmals.
1942 legten Vertreter der Stadt zum 100. Todestag Rudolph Brandes’ einen Kranz am Denkmal nieder. Im Hinblick auf die 150-jährige Wiederkehr seines Geburtstages am 19. Oktober 1945 sollte eine Gedenktafel am Obelisken angebracht werden, die aber wegen des Krieges nicht angefertigt werden konnte.
Ein neues Kapitel in der Geschichte des Denkmals wurde Ende der 1970er Jahre aufgeschlagen. Nachdem der großstädtische Ausbau der Allee zur so genannten Trasse A beschlossen worden war, veränderte sich auch die Umgebung und der Standort des Monuments völlig. Die Straße verlor ihren Alleecharakter, der Friedhof wurde um einen Geländestreifen verkleinert, die Häuser 2, 4 und 6 wurden abgerissen. Der Obelisk musste ebenfalls weichen und wurde an der gegenüberliegenden Straßenseite (Einmündung Riestestraße) wieder aufgestellt. Bei der Versetzung im Dezember 1979 wurde, wie die Lippische Landes-Zeitung in ihrer Ausgabe vom 4. Januar 1980 berichtete, auch die Kupferkassette mit Rudolph Brandes’ Schriften geöffnet, die 1848 beim Bau in den Sockel eingemauert worden war. Im Mai 1995 wurde das Denkmal schließlich im doppelten Sinne des Wortes zum Denkmal, als es in die Denkmalliste der Stadt Bad Salzuflen eingetragen wurde.